# Segunda Liga da República Sérvia
A Segunda Liga da Rebública Sérvia é uma competição de futebol que juntamente com a Segunda Liga da Federação da Bósnia e Herzegovina constituem o equivalente ao terceiro nível na Bósnia e Herzegovina.
O campeão de cada grupo é promovido à Primeira Liga da República Sérvia. O número de rebaixamento varia em cada temporada, em 20/21 três equipes serão rebaixadas para as Ligas Regionais.

## Participantes em 20/21
Clubes participantes da temporada 20/21: 

### Leste
- FK Boksit Milići
- FK Bratstvo Bratunac
- FK Budućnost Pilica
- FK Drina HE Višegrad
- FK Famos Vojkovići
- OFK Glasinac 2011 Sokolac
- FK Guber Srebrenica
- FK Ilićka 01 Brčko
- FK Jedinstvo Brodac
- FK Mladost Gacko
- FK Mladost Rogatica
- FK Proleter Dvorovi
- FK Romanija Pale
- FK Stakorina Čajniče
- FK Velež Nevesinje
- FK Vlasenica

### Oeste
- FK Borac Šamac
- FK Brdo Hambarine
- FK Čelinac
- FK Dubrave
- FK Jedinstvo Žeravica
- FK Laktaši
- FK Mladost Donja Slatina
- FK Omarska
- FK Polet 1926
- FK Progres Kneževo
- FK Proleter Teslić
- FK Sloboda Mrkonjić Grad
- FK Sloga Srbac
- FK Sloga Trn